# Zeta Reticuli
Zeta Reticuli (ζ Ret / ζ Reticuli) es un sistema estelar binario amplio en la constelación austral de Reticulum situado a 39.5 años luz (12 parsecs) de la Tierra. Visualmente la separación entre las dos componentes es de 310 segundos de arco, por lo que el par puede ser resuelto a simple vista como una estrella doble desde el hemisferio sur en cielos muy oscuros.
Las dos componentes del sistema tienen un brillo similar —magnitudes +5,54 y +5,24— y, de hecho, son estrellas muy semejantes. Ambas estrellas son análogos solares que comparten características similares con el Sol, Zeta 2 Reticuli (HD 20807 / HR 1010), la más parecida al Sol, tiene tipo espectral G0V y una temperatura superficial de 5795 K. Brilla con una luminosidad prácticamente idéntica a la luminosidad solar y está orbitado por un disco de fragmentos circunestelar. Zeta 1 Reticuli (HD 20766 / HR 1006) tiene tipo G2V y 5675 K de temperatura, siendo su luminosidad un 90 % de la del Sol.
Dada la separación angular entre ambas estrellas y su distancia respecto al sistema solar, la separación real entre ellas es 3750 UA. El período orbital del sistema es de más de 170 000 años, por lo que no es de extrañar que no se haya observado movimiento orbital alguno. No obstante, su movimiento común a través del espacio confirma que forman un verdadero sistema binario. Pertenecen a la asociación estelar de Zeta Herculis que comparten un origen común.
Gliese 118 es la estrella más cercana al sistema estelar Zeta Reticuli, de la que dista 2,8 años luz.

## Nomenclatura
Con una declinación de -62°, el sistema no es visible desde la latitud de Inglaterra de +53°, por tanto, nunca recibió una denominación de Flamsteed en el catálogo del astrónomo John Flamsteed, Historia Coelestis Britannica, de 1712. La denominación de Bayer para este sistema estelar, Zeta (ζ) Reticuli, se originó en un atlas estelar en 1756 por el astrónomo francés Nicolas-Louis de Lacaille. Posteriormente, las dos estrellas recibieron denominaciones por separado en la compilación de Bonn, que fue elaborada entre 1859 y 1903, después en el catálogo Henry Draper, publicado entre 1918 y 1924.

## Características
La estrella doble Zeta Reticuli se localiza en la región occidental de la constelación menor Reticulum, a unos 25' del límite de la constelación con Horologium. En los cielos oscuros del hemisferio sur, las dos estrellas pueden verse por separado a simple vista, o con unos prismáticos. ζ1 Reticuli tiene una magnitud aparente de 5.52, ubicándola en el límite entre estrellas de magnitud 5 y 6. ζ2 Reticuli es ligeramente más brillante, con una magnitud de 5.22.
Ambas estrellas se localizan a distancias similares del Sol, y comparten el mismo movimiento a través del espacio, confirmando que están atadas gravitacionalmente y forman un amplio sistema estelar binario. Tienen una separación angular de 309.2 segundos de arco (5.2 minutos de arco); lo suficientemente lejos para aparecer como un par cercano de estrellas separadas a simple vista bajo condiciones de visibilidad adecuadas. La distancia entre las dos estrellas es de al menos 3750 UA (0.06 años luz, o casi cerca de 100 veces la distancia media entre Plutón y el Sol), así que su período orbital es de 170 000 años, o mayor.
Las dos estrellas comparten características físicas con el Sol, por tanto se consideran como gemelos solares. Su clasificación estelar es casi idéntica a la del Sol,  ζ1 tiene el 96% de la masa y 84% del radio del Sol. ζ2 es ligeramente más grande y más brillante que ζ1, con 99% de la masa y 88% del radio del Sol. Las dos estrellas son deficientes en metales, con solo el 60% de la proporción de elementos distintos al hidrógeno y helio, comparados con el Sol. Por razones inciertas, ζ1 tiene una abundancia anómalamente baja de berilio. Dos posibles explicaciones son: durante la formación de la estrella, experimentó múltiples estallidos intensos de acreción de su masa a partir de una nube protoestelar que giraba rápidamente, o bien, la estrella experimentó una mezcla rotacional derivada de un período de rápida rotación durante la juventud de la estrella.
Ambas estrellas se consideraban inusuales porque parecían tener una luminosidad más baja de lo normal para una estrella en secuencia principal de su edad y temperatura de superficie. Es decir, se encuentran debajo de la curva de la secuencia principal en el diagrama de Hertzsprung-Russell para estrellas recién formadas. Sin embargo, esto fue puesto en duda después de usar los paralajes más precisos del catálogo Hipparcos (ESA, 1997). Se calculó que las estrellas tienen luminosidades mayores, colocándolas en la secuencia principal. La mayoría de las estrellas evolucionarán por encima de esta curva a medida que envejecen.
ζ1 tiene un nivel intermedio de actividad magnética en su cromosfera, con una variabilidad errática. Se ha identificado tentativamente una actividad a largo plazo de ~4.2 años. ζ2 es más sosegado, mostrando un nivel más bajo de actividad, con un ciclo de ~7.9 años, lo que puede indicar que se encuentra en un estado mínimo de Maunder. Aunque la cinemática de este sistema sugiere que perteneció a una población de estrellas antiguas, las propiedades de sus cromosferas sugieren que apenas tienen 2 mil millones de años de edad.
Este sistema estelar pertenece al grupo de estrellas en movimiento Zeta Herculis, que comparten un movimiento común a través del espacio, lo que sugiere que pudieron tener un origen en común. En el sistema de coordenadas galácticas, los componentes [U, V, W] de la velocidad espacial para este sistema son iguales a [−70.2, −47.4, +16.4] km/s para ζ1 y [−69.7, −46.4, +16.8] km/s para ζ2. Actualmente siguen una órbita a través de la Vía Láctea que tiene una excentricidad de 0.24. Está órbita llevará al sistema tan cerca como 17 400 años luz (5335 kilopársecs), y tan lejos como 28 600 años luz (8769 kilopársecs) del centro galáctico. La inclinación orbital llevará a las estrellas hasta 1300 años luz (0.4 kilopársecs) desde el plano del disco galáctico. Es probable que esto las coloque fuera del grueso disco de la población de estrellas.

## Supuesto disco de escombros
Zeta Reticuli no tiene planetas extrasolares conocidos. En 2002, ζ1 fue examinado con una longitud de onda infrarroja de 25 μm, pero no se encontraron indicativos de un exceso de radiación infrarroja.
En 2007, se usó el telescopio espacial Spitzer para buscar un aparente exceso infrarrojo en una longitud de onda de 70 μm alrededor de ζ2. Esta radiación fue atribuida a la emisión de un disco de escombros con una temperatura media de 150 K (−123 °C), que en teoría orbita la estrella a una distancia de 4.3 UA. En 2010, el Observatorio Espacial Herschel, un telescopio con una resolución espacial comparativamente superior y, a diferencia del Spitzer, capaz de resolver los excesos de radiación más allá de una longitud de onda de 70 μm, determinó que el exceso infrarrojo provenía de una estructura de dos lóbulos que se veía como un disco de escombros visto de lado. Este disco de escombros se interpretó como una analogía del cinturón de Kuiper, con un semieje mayor de 100 UA, y una temperatura de 30–40 K.
Sin embargo, observaciones con el radiotelescopio ALMA, de octubre a noviembre de 2017, revelaron que la estructura observada por Herschel no muestra un movimiento propio común con Zeta Reticuli. En estas observaciones, no se detectó un flujo significativo alrededor de ζ2, mostrando que el supuesto disco de escombros no es real, sino un caso de confusión de segundo plano.

## Ufología
El sistema estelar Zeta Reticuli, una binaria ubicada aproximadamente a 39 años luz de la Tierra, ha sido un punto clave en la ufología moderna desde que Bob Lazar, un supuesto ex científico del Área S4 (una instalación secreta vinculada al Área 51), lo mencionara como el origen de la nave sobre la que trabajó en los años 80. Según Lazar, durante su tiempo en S4 tuvo acceso a documentos que indicaban que el platillo volador en cuestión no era de manufactura terrestre, sino que provenía de Zeta Reticuli. La afirmación de Lazar, aunque polémica, ha alimentado aún más la idea de que este sistema podría albergar una civilización avanzada, cuya tecnología ha sido objeto de estudio en instalaciones secretas de los Estados Unidos.
Este sistema ha sido asociado previamente con avistamientos y teorías extraterrestres, en particular con el famoso caso del secuestro de Betty y Barney Hill en 1961, quienes describieron un mapa estelar que algunos investigadores vincularon a Zeta Reticuli. Betty y Barney Hill fueron un matrimonio estadounidense que alcanzó la fama después de afirmar que habían sido secuestrados por seres extraterrestres entre el 19 y el 20 de septiembre de 1961. La historia narrada por la pareja es comúnmente denominada la “abducción de los Hill” y ocasionalmente como “el incidente Zeta Reticuli”.

 Sin embargo, en un episodio de 1980 de Cosmos: Un viaje personal, Carl Sagan demostró que el mapa de Hill no se parecía en nada al mapa real.